# Роджено
Роджено (итал. Rogeno) — коммуна в Италии, располагается в регионе Ломбардия, подчиняется административному центру Лекко.
Население составляет 2682 человека, плотность населения составляет 554 чел./км². Занимает площадь 4,84 км². Почтовый индекс — 23849. Телефонный код — 031.
Покровителем коммуны почитается святой мученик Ипполит Римский. Праздник ежегодно празднуется 13 августа.